# Confine tra Birmania e Cina
Il confine tra la Birmania e la Cina è la linea di demarcazione tra Repubblica Popolare Cinese e il Myanmar (ex Birmania). Il confine è lungo 2129 km e va dal triplice confine con l'India a nord fino al triplice confine con il Laos a sud.

## Descrizione
Il confine inizia a nord al triplice confine con l'India poco più a nord del Passo Diphu e poi corre brevemente a nord-est, attraverso il Passo Nanmi e l'Hkakabo Razi (5881 m), la montagna più alta nel sud-est asiatico. Da lì vira a sud-est, proseguendo ampiamente verso sud e poi verso sud-ovest attraverso i monti Hengduan e Gaoligong attraverso una serie di linee irregolari. Nelle vicinanze del Ruili confine si serve brevemente di parti delle fiumi Taping e Nanwan, prima di girare a sud-est e di confluire al fiume Shweli, che si serve per un tratto verso nord-est. Il confine prosegue poi ampiamente attraverso terreni montuosi in direzione sud-est (anche se spesso in modo tortuoso), utilizzando occasionalmente alcuni fiumi (come il Nanding e il Nam Hka) per brevi tratti, prima di virare a est nel tratto meridionale fino al fiume Mekong, che lo segue fino al triplice confine con il Laos.

## Storia

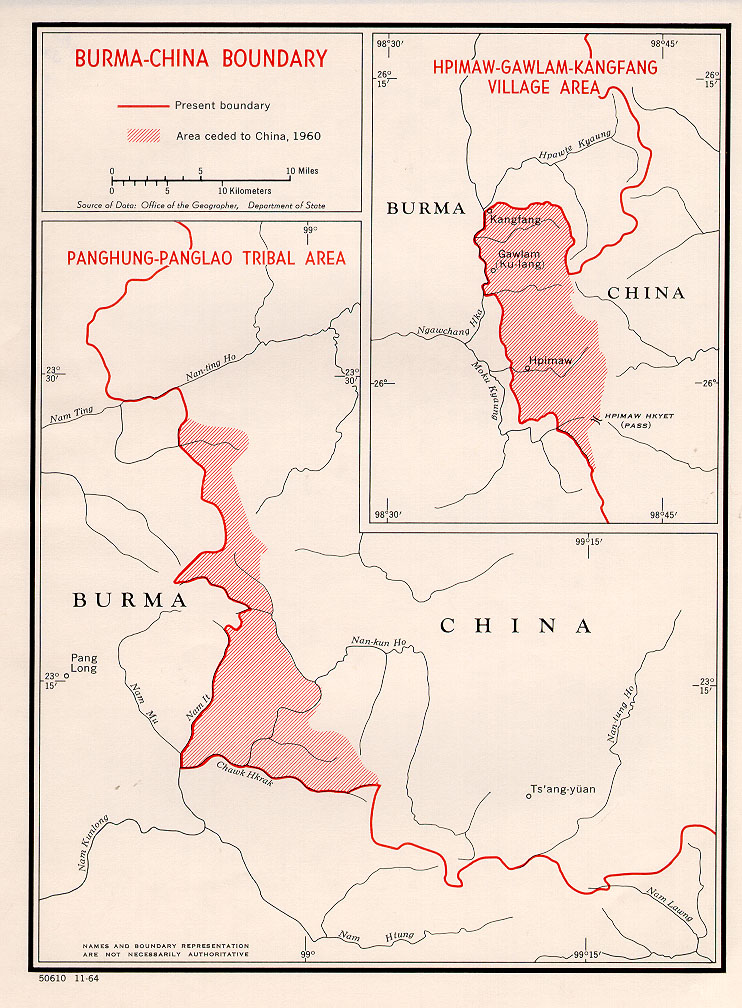
Mappa ravvicinata delle aree cedute a seguito del trattato di confine del 1960.

L'area di confine è abitata da popoli non Han e non birmani ed è stata tradizionalmente mantenuta come una regione cuscinetto tra i vari imperi cinese e birmano. Durante il XIX secolo gli inglesi, stabiliti in India, iniziarono ad occupare il Myanmar (allora denominato Birmania), incorporandolo gradualmente nell'India britannica. La loro avanzata vicino alle terre tradizionalmente rivendicate dalla Cina spinse le due parti a negoziare un trattato di confine nel 1894, che copriva la metà meridionale del confine fino a nord e fino alle vicinanze di Myitkyina, esclusi gli Stati Wa. Alcune sezioni di questo confine furono delimitate e segnate sul terreno dal 1897 al 1900. Nel 1941 fu concordato un confine che attraversava l'area degli Stati Wa in seguito a indagini sul campo condotte negli anni '30, anche se non fu raggiunto alcun accordo sul tratto settentrionale con la Cina che rivendicava gran parte di quello che è adesso il Myanmar settentrionale. Nel frattempo, nel 1937, la Birmania divenne una colonia separata dall'India, ottenendo la piena indipendenza nel 1948.
Durante la seconda guerra mondiale la Strada della Birmania fu costruita lungo il confine per rifornire le forze cinesi che combattevano il Giappone. Inoltre, nel 1941, in seguito all'invasione giapponese della Birmania, parti della Birmania furono cedute al Siam come territorio di Saharat Thai Doem, dando così alla Cina un confine comune con la Thailandia. Tuttavia queste aree furono restituite alla Birmania nel 1946 in seguito alla sconfitta del Giappone.
Le controversie tra la Birmania e la Cina (sotto il regime comunista) sul confine iniziarono nel 1954, con la Cina desiderosa di controllare l'area in modo più efficace rispetto a come veniva usata come base dalle truppe del Kuomintang. Il 28 gennaio 1960 fu firmato un trattato che delimitava la maggior parte del confine; fu successivamente completato con un trattato di delimitazione completo firmato il 1º ottobre 1960, con entrambe le parti che cedevano piccole aree lungo il confine. Le due parti delimitarono poi il confine sul terreno nell'anno successivo.
Da allora le relazioni tra i due stati sono rimaste perlopiù cordiali, sebbene la regione di confine sia stata a volte instabile a causa delle continue insurrezioni negli stati brimani di Kachin e Shan. Negli ultimi anni diverse città lungo il confine, come Mong La, Ruili e Muse, sono diventate centri di gioco d'azzardo, di prostituzione e di contrabbando di droga.

## Mappe storiche
Mappe storiche del confine da nord a sud nella mappa internazionale del mondo, metà-fine XX secolo:

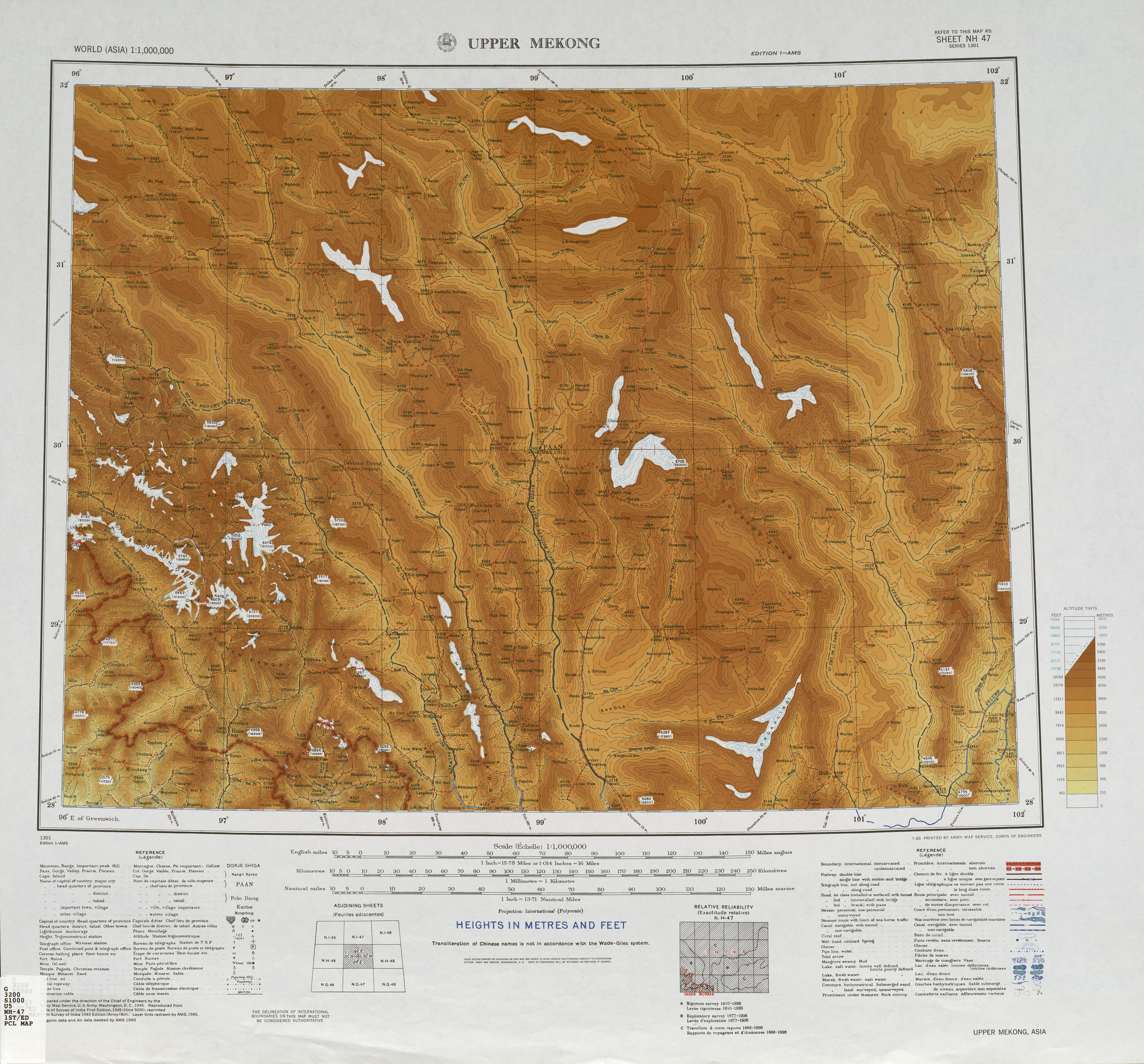
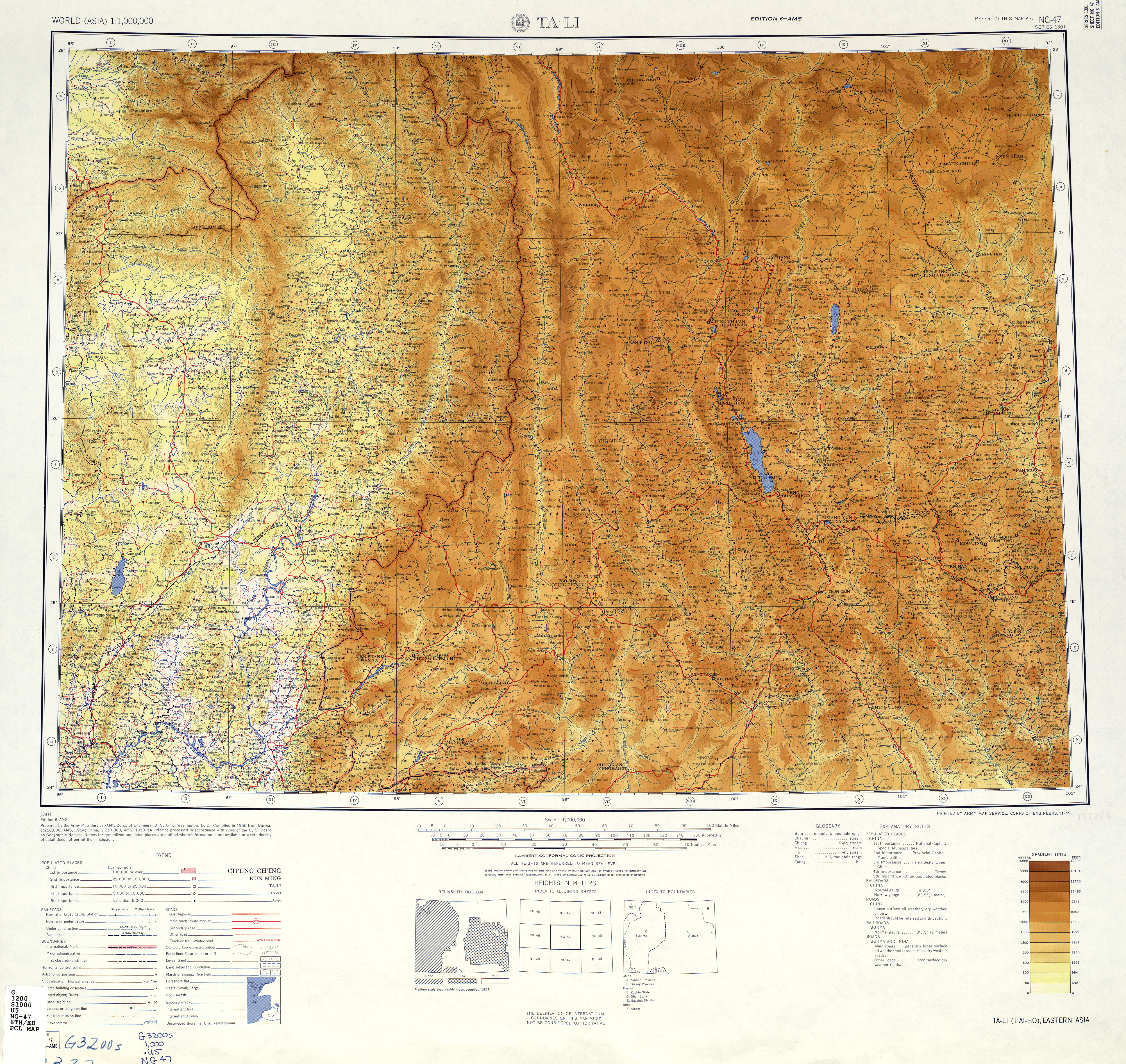
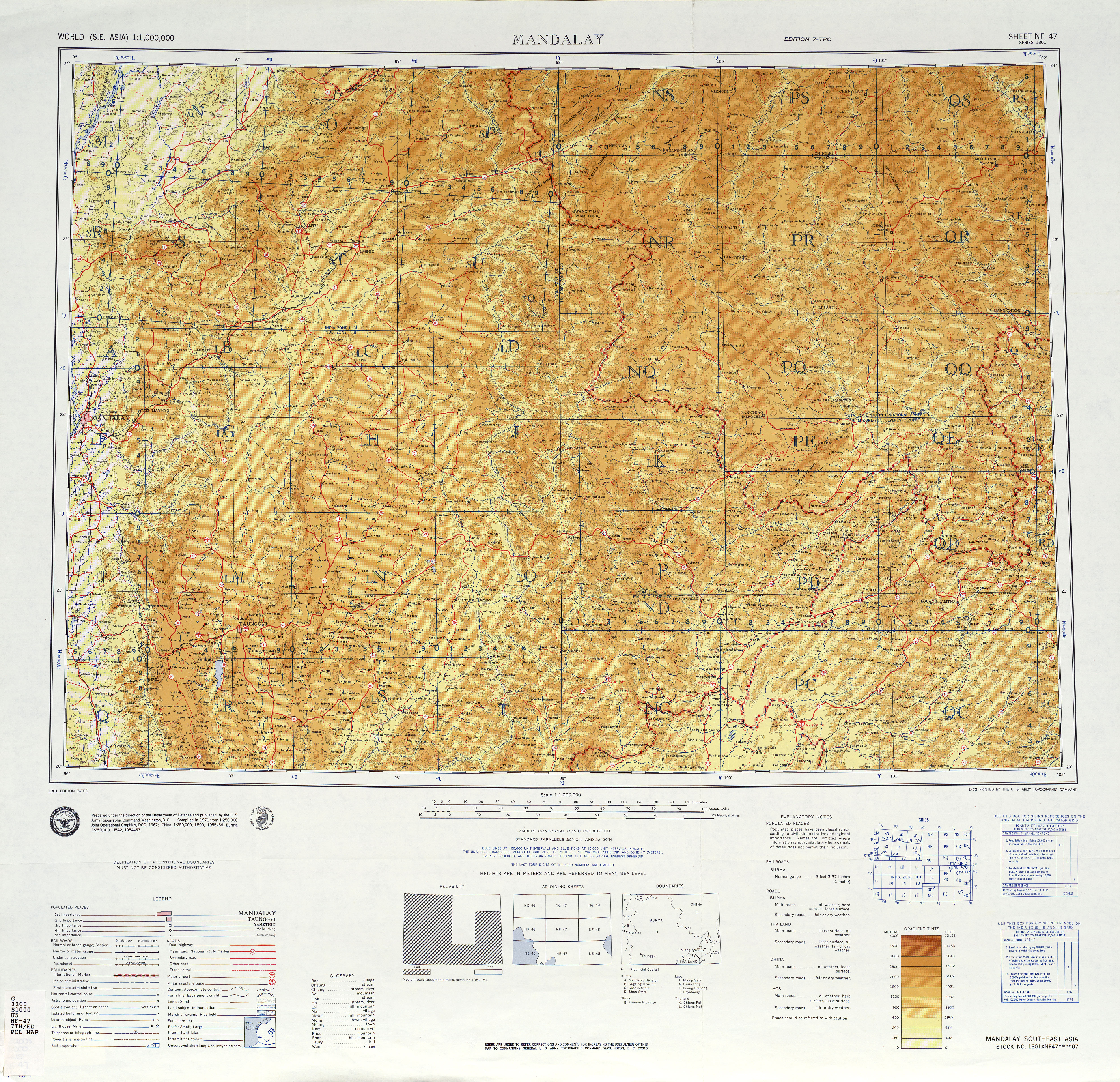
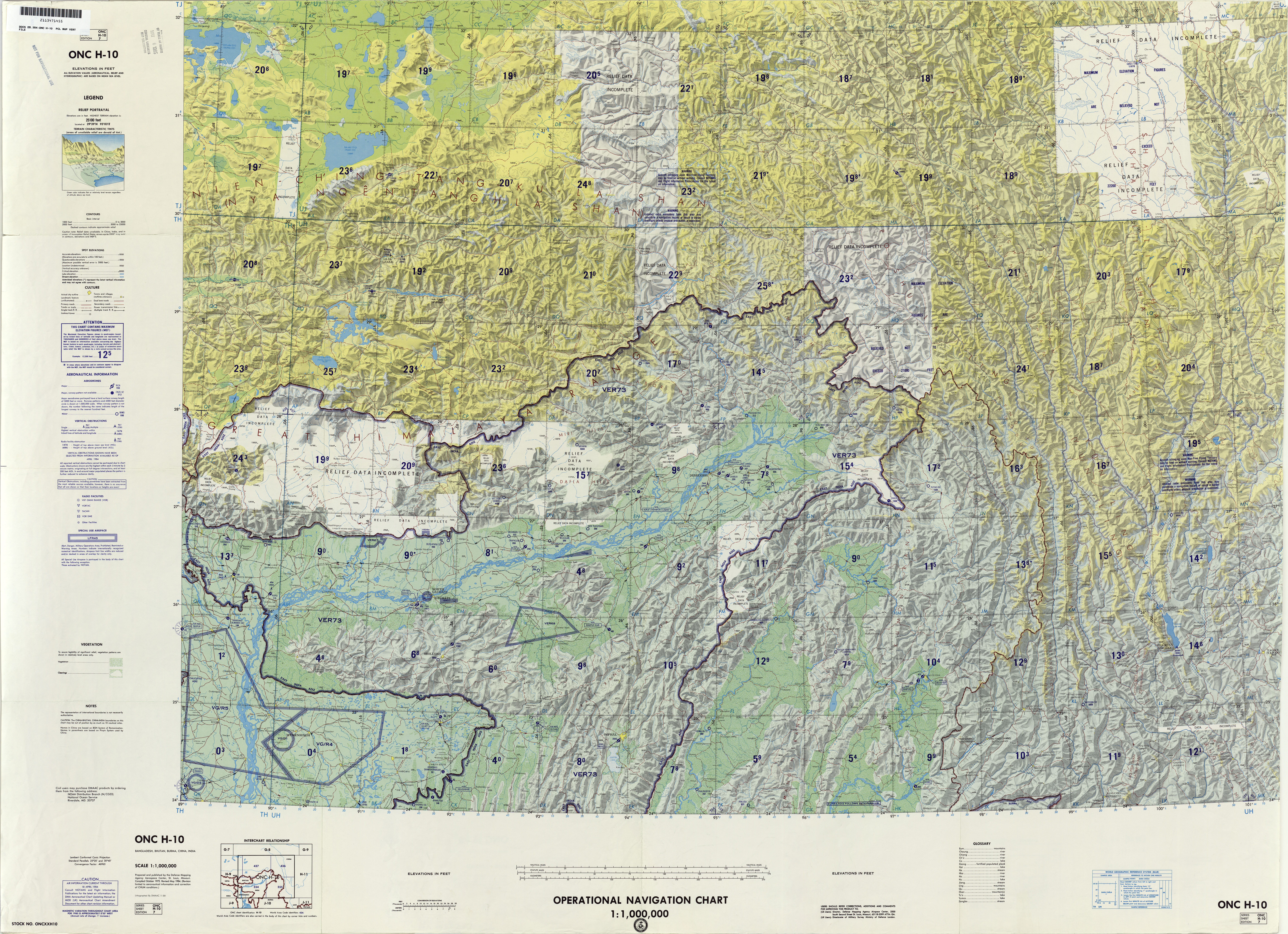
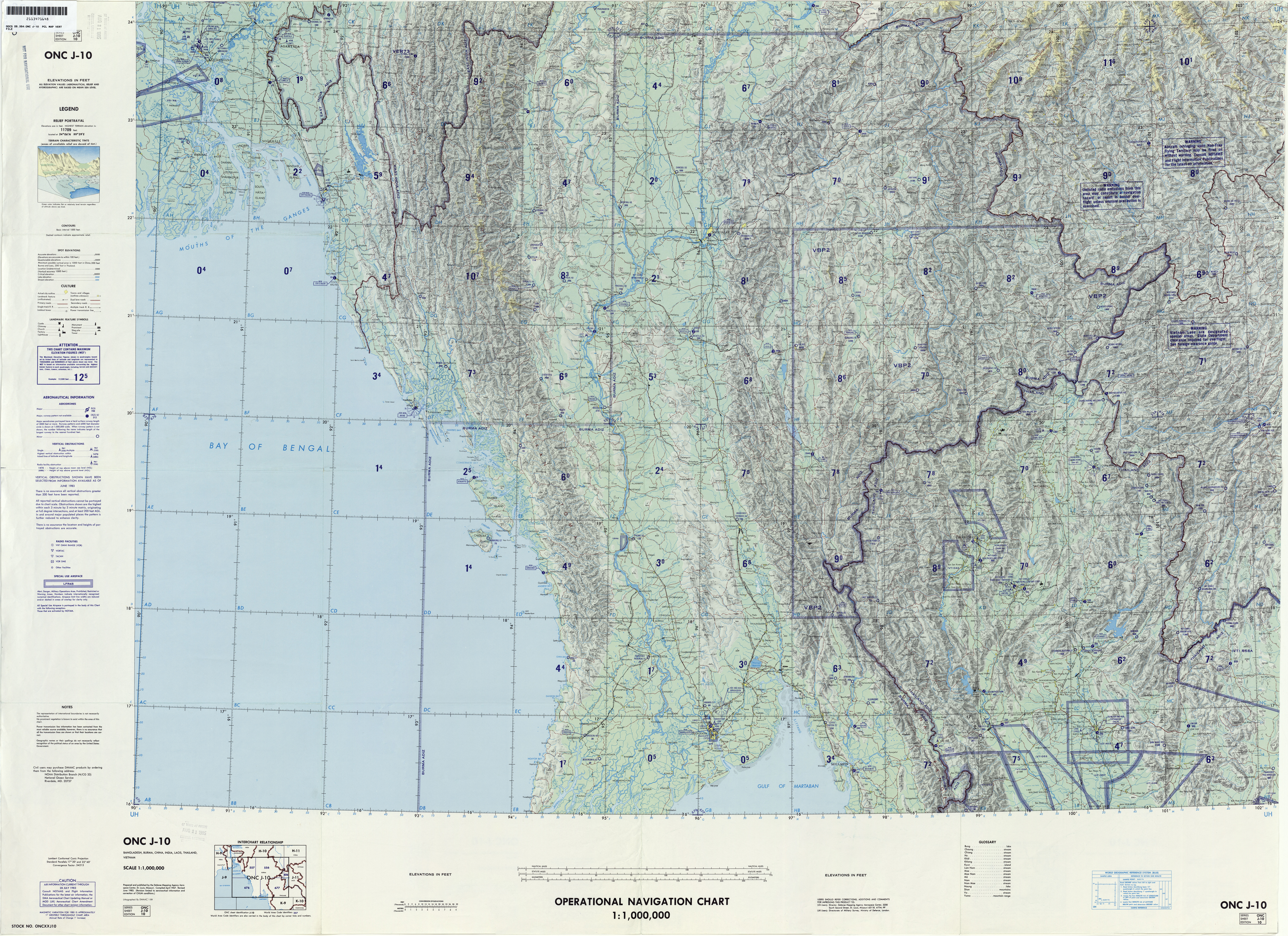